# Saint-Léon (Haute-Garonne)
Saint-Léon ist eine französische Gemeinde mit 1.284 Einwohnern (Stand: 1. Januar 2022) im Département Haute-Garonne in der Region Okzitanien (vor 2016: Midi-Pyrénées). Sie gehört zum Arrondissement Toulouse und zum Kanton Escalquens. Die Einwohner heißen Saint-Léonains.

## Geographie
Die Gemeinde Saint-Léon liegt an der Aïse, etwa 24 Kilometer südsüdöstlich von Toulouse in der Landschaft Lauragais. Umgeben wird Saint-Léon von den Nachbargemeinden Belbèze-de-Lauragais im Norden, Montgiscard im Nordosten, Ayguesvives im Nordosten und Osten, Nailloux im Südosten, Aignes im Süden, Mauvaisin im Süden und Südwesten, Auragne im Westen, Noueilles im Westen und Nordwesten sowie Pouze im Nordwesten.

## Bevölkerungsentwicklung
| Jahr                       | 1962 | 1968 | 1975 | 1982 | 1990 | 1999 | 2006 | 2012 | 2020 |
| Einwohner                  | 530  | 474  | 496  | 612  | 609  | 750  | 991  | 1220 | 1300 |
| Quellen: Cassini und INSEE |      |      |      |      |      |      |      |      |      |

## Sehenswürdigkeiten
- Kirche Saint-Léger
- romanische Kirche Saint-Étienne im Ortsteil Caussidières
- Schlösser Trévigne und Rouaix
- Mühle Coustire